# Volleyball Nations League maschile 2023
La Volleyball Nations League 2023 si è svolta dal 6 giugno al 23 luglio 2023: al torneo hanno partecipato sedici squadre nazionali e la vittoria finale è andata per la prima volta alla Polonia.

## Regolamento

### Formula
Le squadre sono state divise in due categorie, quella principale e quella secondaria (quest'ultima, in questa edizione, ha compreso Bulgaria, Canada, Cina, Cuba, Paesi Bassi e Slovenia): tuttavia le squadre hanno disputato un unico torneo senza alcuna distinzione.
Le formula ha previsto:
- Prima fase, disputata con girone all'italiana: le prime sette classificate e la nazionale del paese organizzatore (nel caso in cui sia arrivata tra le prime sette si qualifica l'ottava classifica) hanno acceduto alla fase finale, mentre l'ultima classificata tra le squadre della categoria secondaria è retrocessa in Volleyball Challenger Cup 2023.
- Fase finale, disputata con quarti di finale, semifinale, finale per il terzo posto e finale, giocate con gara unica[2].

### Criteri di classifica
Se il risultato finale è stato di 3-0 o 3-1 sono stati assegnati 3 punti alla squadra vincente e 0 a quella sconfitta, se il risultato finale è stato di 3-2 sono stati assegnati 2 punti alla squadra vincente e 1 a quella sconfitta.
L'ordine del posizionamento in classifica è stato definito in base a:
- Numero di partite vinte;
- Punti;
- Ratio dei set vinti/persi;
- Ratio dei punti realizzati/subiti;
- Risultati degli scontri diretti.

## Squadre partecipanti
| Squadra     | Qualificazione                         | Ultima partecipazione          |
| ----------- | -------------------------------------- | ------------------------------ |
| Argentina   | Wild card                              | Volleyball Nations League 2022 |
| Brasile     | Wild card                              | Volleyball Nations League 2022 |
| Bulgaria    | Wild card                              | Volleyball Nations League 2022 |
| Canada      | Wild card                              | Volleyball Nations League 2022 |
| Cina        | Wild card                              | Volleyball Nations League 2022 |
| Cuba        | 1ª alla Volleyball Challenger Cup 2022 | Debutto                        |
| Francia     | Wild card                              | Volleyball Nations League 2022 |
| Germania    | Wild card                              | Volleyball Nations League 2022 |
| Giappone    | Wild card                              | Volleyball Nations League 2022 |
| Iran        | Wild card                              | Volleyball Nations League 2022 |
| Italia      | Wild card                              | Volleyball Nations League 2022 |
| Paesi Bassi | Wild card                              | Volleyball Nations League 2022 |
| Polonia     | Wild card                              | Volleyball Nations League 2022 |
| Serbia      | Wild card                              | Volleyball Nations League 2022 |
| Slovenia    | Wild card                              | Volleyball Nations League 2022 |
| Stati Uniti | Wild card                              | Volleyball Nations League 2022 |

## Torneo

### Fase a gironi

#### Prima settimana
| Girone 1    | Girone 2 |
| ----------- | -------- |
| Argentina   | Bulgaria |
| Brasile     | Cina     |
| Canada      | Francia  |
| Cuba        | Giappone |
| Germania    | Iran     |
| Italia      | Polonia  |
| Paesi Bassi | Serbia   |
| Stati Uniti | Slovenia |

##### Girone 1
| 6 giugno 2023 TD Place Arena, Ottawa Durata: 1h:08 - Spettatori: 728    | Italia      | 0 - 3 | Argentina   | 22-25, 23-25, 18-25               |
| 6 giugno 2023 TD Place Arena, Ottawa Durata: 2h:08 - Spettatori: 2 011  | Canada      | 3 - 2 | Cuba        | 25-21, 26-28, 25-21, 22-25, 15-13 |
| 7 giugno 2023 TD Place Arena, Ottawa Durata: 1h:19 - Spettatori: 748    | Stati Uniti | 3 - 0 | Paesi Bassi | 25-19, 25-23, 25-21               |
| 7 giugno 2023 TD Place Arena, Ottawa Durata: 1h:46 - Spettatori: 1 878  | Brasile     | 3 - 1 | Germania    | 26-24, 25-16, 19-25, 25-15        |
| 8 giugno 2023 TD Place Arena, Ottawa Durata: 1h:20 - Spettatori: 1 300  | Paesi Bassi | 3 - 0 | Cuba        | 28-26, 25-23, 25-18               |
| 8 giugno 2023 TD Place Arena, Ottawa Durata: 1h:15 - Spettatori: 1 544  | Italia      | 0 - 3 | Stati Uniti | 15-25, 18-25, 19-25               |
| 8 giugno 2023 TD Place Arena, Ottawa Durata: 2h:02 - Spettatori: 2 442  | Argentina   | 2 - 3 | Brasile     | 25-19, 19-25, 25-23, 23-25, 13-15 |
| 9 giugno 2023 TD Place Arena, Ottawa Durata: 1h:30 - Spettatori: 1 803  | Paesi Bassi | 3 - 0 | Germania    | 25-20, 33-31, 25-21               |
| 9 giugno 2023 TD Place Arena, Ottawa Durata: 1h:29 - Spettatori: 1 964  | Italia      | 3 - 1 | Cuba        | 25-20, 25-19, 20-25, 25-18        |
| 9 giugno 2023 TD Place Arena, Ottawa Durata: 1h:40 - Spettatori: 1 803  | Canada      | 1 - 3 | Argentina   | 21-25, 25-21, 21-25, 16-25        |
| 10 giugno 2023 TD Place Arena, Ottawa Durata: 1h:47 - Spettatori: 2 944 | Germania    | 1 - 3 | Italia      | 23-25, 18-25, 27-25, 19-25        |
| 10 giugno 2023 TD Place Arena, Ottawa Durata: 2h:22 - Spettatori: 4 430 | Brasile     | 2 - 3 | Cuba        | 16-25, 25-22, 29-27, 22-25, 18-20 |
| 10 giugno 2023 TD Place Arena, Ottawa Durata: 1h:17 - Spettatori: 5 419 | Canada      | 0 - 3 | Stati Uniti | 22-25, 20-25, 20-25               |
| 11 giugno 2023 TD Place Arena, Ottawa Durata: 2h:06 - Spettatori: 2 299 | Argentina   | 3 - 2 | Paesi Bassi | 34-36, 25-20, 25-17, 20-25, 15-10 |
| 11 giugno 2023 TD Place Arena, Ottawa Durata: 1h:37 - Spettatori: 4 111 | Stati Uniti | 1 - 3 | Brasile     | 19-25, 25-21, 15-25, 21-25        |
| 11 giugno 2023 TD Place Arena, Ottawa Durata: 1h:49 - Spettatori: 4 832 | Canada      | 1 - 3 | Germania    | 25-20, 17-25, 21-25, 21-25        |

##### Girone 2
| 6 giugno 2023 Nagoya Civic General Gymnasium, Nagoya Durata: 1h:49 - Spettatori: 2 461  | Bulgaria | 2 - 3 | Cina     | 20-25, 25-21, 21-25, 25-20, 9-15  |
| 6 giugno 2023 Nagoya Civic General Gymnasium, Nagoya Durata: 1h:20 - Spettatori: 6 395  | Giappone | 3 - 0 | Iran     | 25-16, 25-22, 25-19               |
| 7 giugno 2023 Nagoya Civic General Gymnasium, Nagoya Durata: 1h:51 - Spettatori: 991    | Slovenia | 3 - 1 | Serbia   | 31-29, 19-25, 25-20, 25-21        |
| 7 giugno 2023 Nagoya Civic General Gymnasium, Nagoya Durata: 1h:40 - Spettatori: 1 325  | Polonia  | 3 - 1 | Francia  | 25-23, 18-25, 35-33, 25-15        |
| 8 giugno 2023 Nagoya Civic General Gymnasium, Nagoya Durata: 1h:18 - Spettatori: 377    | Slovenia | 0 - 3 | Bulgaria | 24-26, 23-25, 17-25               |
| 8 giugno 2023 Nagoya Civic General Gymnasium, Nagoya Durata: 1h:17 - Spettatori: 509    | Serbia   | 3 - 0 | Cina     | 34-32, 25-16, 25-20               |
| 8 giugno 2023 Nagoya Civic General Gymnasium, Nagoya Durata: 1h:56 - Spettatori: 595    | Polonia  | 3 - 2 | Iran     | 23-25, 23-25, 25-21, 25-15, 15-13 |
| 9 giugno 2023 Nagoya Civic General Gymnasium, Nagoya Durata: 1h:33 - Spettatori: 1 592  | Cina     | 1 - 3 | Francia  | 20-25, 25-23, 16-25, 17-25        |
| 9 giugno 2023 Nagoya Civic General Gymnasium, Nagoya Durata: 1h:59 - Spettatori: 3 111  | Polonia  | 3 - 2 | Bulgaria | 25-27, 25-19, 22-25, 25-22, 15-11 |
| 9 giugno 2023 Nagoya Civic General Gymnasium, Nagoya Durata: 1h:41 - Spettatori: 6 366  | Giappone | 3 - 1 | Serbia   | 22-25, 25-21, 25-23, 25-20        |
| 10 giugno 2023 Nagoya Civic General Gymnasium, Nagoya Durata: 1h:41 - Spettatori: 1 853 | Francia  | 1 - 3 | Slovenia | 23-25, 18-25, 25-21, 22-25        |
| 10 giugno 2023 Nagoya Civic General Gymnasium, Nagoya Durata: 1h:31 - Spettatori: 3 512 | Iran     | 3 - 1 | Cina     | 23-25, 25-15, 25-20, 25-14        |
| 10 giugno 2023 Nagoya Civic General Gymnasium, Nagoya Durata: 1h:21 - Spettatori: 6 425 | Giappone | 3 - 0 | Bulgaria | 25-22, 25-21, 26-24               |
| 11 giugno 2023 Nagoya Civic General Gymnasium, Nagoya Durata: 1h:21 - Spettatori: 1 780 | Slovenia | 3 - 0 | Iran     | 25-19, 25-23, 25-23               |
| 11 giugno 2023 Nagoya Civic General Gymnasium, Nagoya Durata: 1h:09 - Spettatori: 3 880 | Serbia   | 3 - 0 | Polonia  | 25-21, 25-19, 25-14               |
| 11 giugno 2023 Nagoya Civic General Gymnasium, Nagoya Durata: 1h:44 - Spettatori: 6 430 | Giappone | 3 - 1 | Francia  | 25-27, 25-22, 25-21, 25-20        |

#### Seconda settimana
| Girone 3    | Girone 4  |
| ----------- | --------- |
| Cina        | Argentina |
| Germania    | Brasile   |
| Iran        | Bulgaria  |
| Italia      | Canada    |
| Paesi Bassi | Cuba      |
| Polonia     | Francia   |
| Serbia      | Giappone  |
| Stati Uniti | Slovenia  |

##### Girone 3
| 20 giugno 2023 Rotterdam Ahoy, Rotterdam Durata: 1h:19 - Spettatori: 467   | Iran        | 3 - 0 | Germania    | 25-23, 26-24, 25-16               |
| 20 giugno 2023 Rotterdam Ahoy, Rotterdam Durata: 1h:41 - Spettatori: 510   | Stati Uniti | 3 - 1 | Serbia      | 22-25, 25-19, 25-19, 25-21        |
| 20 giugno 2023 Rotterdam Ahoy, Rotterdam Durata: 1h:17 - Spettatori: 2 109 | Paesi Bassi | 3 - 0 | Cina        | 25-19, 25-22, 25-21               |
| 21 giugno 2023 Rotterdam Ahoy, Rotterdam Durata: 1h:17 - Spettatori: 525   | Iran        | 0 - 3 | Italia      | 19-25, 16-25, 24-26               |
| 21 giugno 2023 Rotterdam Ahoy, Rotterdam Durata: 1h:15 - Spettatori: 374   | Stati Uniti | 3 - 0 | Cina        | 28-26, 25-22, 25-18               |
| 21 giugno 2023 Rotterdam Ahoy, Rotterdam Durata: 1h:57 - Spettatori: 1 234 | Germania    | 2 - 3 | Polonia     | 21-25, 25-22, 14-25, 25-17, 10-15 |
| 22 giugno 2023 Rotterdam Ahoy, Rotterdam Durata: 1h:06 - Spettatori: 493   | Cina        | 0 - 3 | Italia      | 13-25, 19-25, 24-26               |
| 22 giugno 2023 Rotterdam Ahoy, Rotterdam Durata: 1h:45 - Spettatori: 453   | Serbia      | 1 - 3 | Germania    | 25-21, 20-25, 25-23, 25-23        |
| 22 giugno 2023 Rotterdam Ahoy, Rotterdam Durata: 1h:56 - Spettatori: 3 654 | Paesi Bassi | 2 - 3 | Polonia     | 25-22, 18-25, 25-18, 22-25, 11-15 |
| 23 giugno 2023 Rotterdam Ahoy, Rotterdam Durata: 1h:21 - Spettatori: 1 506 | Iran        | 0 - 3 | Stati Uniti | 22-25, 18-25, 23-25               |
| 23 giugno 2023 Rotterdam Ahoy, Rotterdam Durata: 1h:09 - Spettatori: 1 153 | Serbia      | 0 - 3 | Italia      | 11-25, 21-25, 20-25               |
| 24 giugno 2023 Rotterdam Ahoy, Rotterdam Durata: 1h:27 - Spettatori: 3 663 | Polonia     | 0 - 3 | Stati Uniti | 22-25, 18-25, 19-25               |
| 24 giugno 2023 Rotterdam Ahoy, Rotterdam Durata: 2h:01 - Spettatori: 3 713 | Paesi Bassi | 3 - 2 | Iran        | 16-25, 25-16, 21-25, 25-17, 15-10 |
| 24 giugno 2023 Rotterdam Ahoy, Rotterdam Durata: 1h:35 - Spettatori: 1 675 | Cina        | 3 - 1 | Germania    | 23-25, 25-18, 25-19, 25-21        |
| 25 giugno 2023 Rotterdam Ahoy, Rotterdam Durata: ? - Spettatori: ?         | Italia      | 1 - 3 | Polonia     | 19-25, 26-28, 25-18, 20-25        |
| 25 giugno 2023 Rotterdam Ahoy, Rotterdam Durata: 2h:09 - Spettatori: 2 645 | Paesi Bassi | 2 - 3 | Serbia      | 25-22, 21-25, 25-21, 33-35, 9-15  |

##### Girone 4
| 20 giugno 2023 CO'MET Arena, Orléans Durata: 1h:49 - Spettatori: 1 479 | Giappone  | 3 - 1 | Canada    | 25-22, 25-17, 24-26, 25-14        |
| 20 giugno 2023 CO'MET Arena, Orléans Durata: 1h:43 - Spettatori: 1 577 | Argentina | 1 - 3 | Slovenia  | 25-21, 21-25, 21-25, 21-25        |
| 20 giugno 2023 CO'MET Arena, Orléans Durata: 1h:13 - Spettatori: 688   | Brasile   | 3 - 0 | Bulgaria  | 25-22, 25-17, 25-15               |
| 21 giugno 2023 CO'MET Arena, Orléans Durata: 1h:12 - Spettatori: 1 100 | Giappone  | 3 - 0 | Cuba      | 25-21, 25-16, 25-21               |
| 21 giugno 2023 CO'MET Arena, Orléans Durata: 1h:22 - Spettatori: ?     | Slovenia  | 3 - 0 | Canada    | 25-23, 25-22, 25-14               |
| 21 giugno 2023 CO'MET Arena, Orléans Durata: 1h:46 - Spettatori: 3 769 | Argentina | 3 - 1 | Francia   | 22-25, 26-24, 25-21, 25-20        |
| 22 giugno 2023 CO'MET Arena, Orléans Durata: 2h:14 - Spettatori: ?     | Giappone  | 3 - 2 | Brasile   | 25-23, 25-21, 18-25, 22-25, 18-16 |
| 22 giugno 2023 CO'MET Arena, Orléans Durata: 1h:51 - Spettatori: 2 313 | Canada    | 3 - 1 | Bulgaria  | 22-25, 25-23, 25-22, 25-20        |
| 22 giugno 2023 CO'MET Arena, Orléans Durata: 1h:36 - Spettatori: 578   | Slovenia  | 3 - 1 | Cuba      | 22-25, 25-15, 25-16, 25-19        |
| 23 giugno 2023 CO'MET Arena, Orléans Durata: 1h:14 - Spettatori: 488   | Argentina | 3 - 0 | Bulgaria  | 25-18, 25-21, 25-22               |
| 23 giugno 2023 CO'MET Arena, Orléans Durata: 1h:18 - Spettatori: 3 842 | Francia   | 3 - 0 | Cuba      | 25-18, 25-20, 25-20               |
| 24 giugno 2023 CO'MET Arena, Orléans Durata: 2h:00 - Spettatori: 3 400 | Giappone  | 3 - 2 | Argentina | 25-18, 25-22, 31-33, 22-25, 15-12 |
| 24 giugno 2023 CO'MET Arena, Orléans Durata: 1h:54 - Spettatori: 3 800 | Brasile   | 3 - 1 | Slovenia  | 23-25, 25-21, 26-24, 25-21        |
| 24 giugno 2023 CO'MET Arena, Orléans Durata: 1h:16 - Spettatori: 6 579 | Canada    | 0 - 3 | Francia   | 17-25, 21-25, 21-25               |
| 25 giugno 2023 CO'MET Arena, Orléans Durata: ? - Spettatori: ?         | Bulgaria  | 2 - 3 | Cuba      | 25-23, 19-25, 20-25, 25-16, 16-18 |
| 25 giugno 2023 CO'MET Arena, Orléans Durata: 1h:51 - Spettatori: 8 836 | Brasile   | 3 - 1 | Francia   | 25-20, 26-24, 19-25, 25-23        |

#### Terza settimana
| Girone 5    | Girone 6    |
| ----------- | ----------- |
| Argentina   | Brasile     |
| Bulgaria    | Canada      |
| Cuba        | Cina        |
| Francia     | Giappone    |
| Germania    | Italia      |
| Iran        | Paesi Bassi |
| Serbia      | Polonia     |
| Stati Uniti | Slovenia    |

##### Girone 5
| 4 luglio 2023 Anaheim Convention Center, Anaheim Durata: 1h:34 - Spettatori: ?     | Argentina   | 3 - 1 | Serbia    | 19-25, 25-16, 25-19, 25-18        |
| 4 luglio 2023 Anaheim Convention Center, Anaheim Durata: 1h:13 - Spettatori: 1 312 | Iran        | 0 - 3 | Francia   | 18-25, 22-25, 19-25               |
| 5 luglio 2023 Anaheim Convention Center, Anaheim Durata: 1h:12 - Spettatori: 390   | Germania    | 3 - 0 | Bulgaria  | 25-22, 25-18, 25-22               |
| 5 luglio 2023 Anaheim Convention Center, Anaheim Durata: 1h:06 - Spettatori: 2 200 | Stati Uniti | 3 - 0 | Cuba      | 27-25, 25-17, 25-15               |
| 6 luglio 2023 Anaheim Convention Center, Anaheim Durata: 1h:08 - Spettatori: 231   | Argentina   | 3 - 0 | Germania  | 25-23, 25-18, 25-17               |
| 6 luglio 2023 Anaheim Convention Center, Anaheim Durata: 1h:44 - Spettatori: 238   | Serbia      | 3 - 2 | Cuba      | 19-25, 25-23, 25-21, 22-25, 15-11 |
| 6 luglio 2023 Anaheim Convention Center, Anaheim Durata: 2h:15 - Spettatori: 858   | Bulgaria    | 3 - 2 | Iran      | 21-25, 25-21, 22-25, 25-22, 15-11 |
| 7 luglio 2023 Anaheim Convention Center, Anaheim Durata: 1h:43 - Spettatori: 560   | Serbia      | 1 - 3 | Francia   | 25-20, 23-25, 20-25, 26-28        |
| 7 luglio 2023 Anaheim Convention Center, Anaheim Durata: 1h:18 - Spettatori: 511   | Cuba        | 0 - 3 | Germania  | 23–25, 23–25, 22–25               |
| 7 luglio 2023 Anaheim Convention Center, Anaheim Durata: 2h:22 - Spettatori: 3 500 | Stati Uniti | 2 - 3 | Argentina | 18-25, 25-23, 25-23, 41-43, 12-15 |
| 8 luglio 2023 Anaheim Convention Center, Anaheim Durata: 1h:11 - Spettatori: 701   | Bulgaria    | 0 - 3 | Serbia    | 19-25, 22-25, 22-25               |
| 8 luglio 2023 Anaheim Convention Center, Anaheim Durata: 2h:13 - Spettatori: 2 387 | Argentina   | 3 - 2 | Iran      | 25-19, 28-30, 27-29, 25-20, 15-11 |
| 8 luglio 2023 Anaheim Convention Center, Anaheim Durata: 1h:35 - Spettatori: 4 817 | Stati Uniti | 3 - 0 | Francia   | 25-23, 27-25, 27-25               |
| 9 luglio 2023 Anaheim Convention Center, Anaheim Durata: 2h:08 - Spettatori: 1 297 | Cuba        | 3 - 2 | Iran      | 25-22, 26-28, 25-23, 28-30, 15-10 |
| 9 luglio 2023 Anaheim Convention Center, Anaheim Durata: - Spettatori:             | Francia     | 3 - 1 | Germania  | 21-25, 25-20, 25-22, 25-21        |
| 9 luglio 2023 Anaheim Convention Center, Anaheim Durata: - Spettatori:             | Stati Uniti | 3 - 0 | Bulgaria  | 29-27, 25-19, 25-21               |

##### Girone 6
| 4 luglio 2023 Mall of Asia Arena, Pasay Durata: 2h:02 - Spettatori: 4 456  | Brasile  | 1 - 3 | Italia      | 25-23, 20-25, 15-25, 21-25        |
| 4 luglio 2023 Mall of Asia Arena, Pasay Durata: 2h:00 - Spettatori: 5 857  | Giappone | 3 - 2 | Cina        | 24-26, 25-23, 21-25, 25-23, 15-12 |
| 5 luglio 2023 Mall of Asia Arena, Pasay Durata: 1h:36 - Spettatori: 613    | Canada   | 1 - 3 | Paesi Bassi | 22-25, 22-25, 25-17, 18-25        |
| 5 luglio 2023 Mall of Asia Arena, Pasay Durata: 2h:31 - Spettatori: 1 193  | Polonia  | 3 - 2 | Slovenia    | 29-31, 21-25, 25-20, 25-20, 15-13 |
| 6 luglio 2023 Mall of Asia Arena, Pasay Durata: 1h:12 - Spettatori: 618    | Brasile  | 3 - 0 | Paesi Bassi | 25-21, 25-15, 25-20               |
| 6 luglio 2023 Mall of Asia Arena, Pasay Durata: 2h:23 - Spettatori: 1 353  | Canada   | 2 - 3 | Italia      | 14-25, 25-23, 20-25, 25-23, 9-15  |
| 6 luglio 2023 Mall of Asia Arena, Pasay Durata: 1h:45 - Spettatori: 1 910  | Cina     | 1 - 3 | Slovenia    | 21-25, 20-25, 26-24, 23-25        |
| 7 luglio 2023 Mall of Asia Arena, Pasay Durata: 1h:51 - Spettatori: 2 927  | Polonia  | 3 - 1 | Brasile     | 25-23, 22-25, 25-21, 25-21        |
| 7 luglio 2023 Mall of Asia Arena, Pasay Durata: 1h:18 - Spettatori: 4 900  | Slovenia | 0 - 3 | Italia      | 13-25, 22-25, 17-25               |
| 7 luglio 2023 Mall of Asia Arena, Pasay Durata: 1h:40 - Spettatori: 6 972  | Giappone | 3 - 1 | Paesi Bassi | 25-19, 26-24, 23-25, 25-17        |
| 8 luglio 2023 Mall of Asia Arena, Pasay Durata: 1h:04 - Spettatori: 3 631  | Brasile  | 3 - 0 | Cina        | 25-19, 25-17, 25-17               |
| 8 luglio 2023 Mall of Asia Arena, Pasay Durata: 1h:27 - Spettatori: 7 650  | Polonia  | 3 - 0 | Canada      | 25-21, 25-23, 27-25               |
| 8 luglio 2023 Mall of Asia Arena, Pasay Durata: 1h:43 - Spettatori: 11 343 | Giappone | 1 - 3 | Italia      | 27-29, 26-28, 25-23, 20-25        |
| 9 luglio 2023 Mall of Asia Arena, Pasay Durata: 1h:40 - Spettatori: 2 757  | Cina     | 1 - 3 | Canada      | 25-23, 21-25, 17-25, 18-25        |
| 9 luglio 2023 Mall of Asia Arena, Pasay Durata: 1h:31 - Spettatori: 6 839  | Slovenia | 3 - 0 | Paesi Bassi | 25-20, 32-30, 25-22               |
| 9 luglio 2023 Mall of Asia Arena, Pasay Durata: 1h:11 - Spettatori: 10 550 | Giappone | 0 - 3 | Polonia     | 17-25, 19-25, 18-25               |

#### Classifica
| Pos. | Squadra     | Pt | G  | V  | P  | SV | SP | Ratio | PF    | PS    | Ratio |
| ---- | ----------- | -- | -- | -- | -- | -- | -- | ----- | ----- | ----- | ----- |
| 1.   | Stati Uniti | 31 | 12 | 10 | 2  | 33 | 7  | 4,714 | 986   | 871   | 1,132 |
| 2.   | Giappone    | 27 | 12 | 10 | 2  | 31 | 16 | 1,937 | 1 109 | 1 034 | 1,072 |
| 3.   | Polonia     | 25 | 12 | 10 | 2  | 30 | 19 | 1,578 | 1 108 | 1 057 | 1,048 |
| 4.   | Italia      | 26 | 12 | 9  | 3  | 28 | 15 | 1,866 | 1 016 | 906   | 1,121 |
| 5.   | Argentina   | 26 | 12 | 9  | 3  | 32 | 18 | 1,777 | 1 184 | 1 092 | 1,084 |
| 6.   | Brasile     | 25 | 12 | 8  | 4  | 30 | 18 | 1,666 | 1 108 | 1 033 | 1,072 |
| 7.   | Slovenia    | 25 | 12 | 8  | 4  | 27 | 17 | 1,588 | 1 036 | 997   | 1,039 |
| 8.   | Francia     | 18 | 12 | 6  | 6  | 23 | 21 | 1,095 | 1 046 | 1 007 | 1,038 |
| 9.   | Serbia      | 16 | 12 | 6  | 6  | 23 | 23 | 1,000 | 1 045 | 1 056 | 0,989 |
| 10.  | Paesi Bassi | 17 | 12 | 5  | 7  | 22 | 24 | 0,916 | 1 028 | 1 054 | 0,975 |
| 11.  | Germania    | 10 | 12 | 3  | 9  | 16 | 28 | 0,571 | 963   | 1 036 | 0,929 |
| 12.  | Canada      | 9  | 12 | 3  | 9  | 15 | 31 | 0,483 | 983   | 1 074 | 0,915 |
| 13.  | Cuba        | 8  | 12 | 3  | 9  | 15 | 33 | 0,454 | 1 023 | 1 119 | 0,914 |
| 14.  | Iran        | 11 | 12 | 2  | 10 | 16 | 31 | 0,516 | 995   | 1 073 | 0,927 |
| 15.  | Bulgaria    | 8  | 12 | 2  | 10 | 13 | 32 | 0,406 | 957   | 1 045 | 0,915 |
| 16.  | Cina        | 6  | 12 | 2  | 10 | 12 | 33 | 0,363 | 941   | 1 074 | 0,876 |

      Qualificata alla fase finale.
      Retrocessa in Volleyball Challenger Cup.

### Fase finale
|  | Quarti di finale | Quarti di finale | Quarti di finale |         |   | Semifinali  | Semifinali | Semifinali |   |                 | Finale          | Finale          | Finale |  |
|  |                  |                  |                  |         |   |             |            |            |   |                 |                 |                 |        |  |
|  | 1                | Stati Uniti      | 3                |         |   |             |            |            |   |                 |                 |                 |        |  |
|  | 1                | Stati Uniti      | 3                |         |   |             |            |            |   |                 |                 |                 |        |  |
|  | 8                | Francia          | 2                |         |   |             |            |            |   |                 |                 |                 |        |  |
|  | 8                | Francia          | 2                |         | 1 | Stati Uniti | 3          |            |   |                 |                 |                 |        |  |
|  |                  |                  |                  |         | 1 | Stati Uniti | 3          |            |   |                 |                 |                 |        |  |
|  |                  |                  | 4                | Italia  | 0 |             |            |            |   |                 |                 |                 |        |  |
|  | 4                | Italia           | 4                | Italia  | 0 | 3           |            |            |   |                 |                 |                 |        |  |
|  | 4                | Italia           |                  |         |   |             |            |            |   |                 |                 |                 |        |  |
|  | 5                | Argentina        | 0                |         |   |             |            |            |   |                 |                 |                 |        |  |
|  | 5                | Argentina        | 0                |         | 1 | Stati Uniti | 1          |            |   |                 |                 |                 |        |  |
|  |                  |                  |                  |         |   |             |            |            |   |                 |                 |                 |        |  |
|  |                  |                  | 3                | Polonia | 3 |             |            |            |   |                 |                 |                 |        |  |
|  | 2                | Giappone         | 3                | Polonia | 3 | 3           |            |            |   |                 |                 |                 |        |  |
|  | 2                | Giappone         |                  |         |   | 3           |            |            |   |                 |                 |                 |        |  |
|  | 7                | Slovenia         | 0                |         |   |             |            |            |   |                 |                 |                 |        |  |
|  | 7                | Slovenia         | 0                |         | 2 | Giappone    | 1          |            |   | Finale 3º posto | Finale 3º posto | Finale 3º posto |        |  |
|  |                  |                  |                  |         | 2 | Giappone    | 1          |            |   |                 |                 |                 |        |  |
|  |                  |                  | 3                | Polonia | 3 |             |            |            |   |                 |                 |                 |        |  |
|  | 3                | Polonia          | 3                | Polonia | 3 | 3           |            |            | 4 | Italia          | 2               |                 |        |  |
|  | 3                | Polonia          |                  |         |   |             |            |            | 4 | Italia          | 2               |                 |        |  |
|  | 6                | Brasile          | 0                |         |   | 2           | Giappone   | 3          |   |                 |                 |                 |        |  |

#### Quarti di finale
| 19 luglio 2023 Ergo Arena, Danzica Durata: 1h:54 - Spettatori: 5 398  | Stati Uniti | 3 - 2 | Francia   | 25-21, 25-18, 17-25, 24-26, 15-9 |
| 19 luglio 2023 Ergo Arena, Danzica Durata: 0h:59 - Spettatori: 5 800  | Italia      | 3 - 0 | Argentina | 25-17, 25-13, 25-14              |
| 20 luglio 2023 Ergo Arena, Danzica Durata: 1h:20 - Spettatori: 5 035  | Giappone    | 3 - 0 | Slovenia  | 26-24, 25-18, 25-22              |
| 20 luglio 2023 Ergo Arena, Danzica Durata: 1h:26 - Spettatori: 10 538 | Polonia     | 3 - 0 | Brasile   | 26-24, 25-21, 25-20              |

#### Semifinali
| 22 luglio 2023 Ergo Arena, Danzica Durata: 1h:42 - Spettatori: 10 483 | Giappone    | 1 - 3 | Polonia | 25-19, 26-28, 17-25, 21-25 |
| 22 luglio 2023 Ergo Arena, Danzica Durata: 1h:13 - Spettatori: 8 548  | Stati Uniti | 3 - 0 | Italia  | 25-19, 25-18, 25-19        |

#### Finale 3º posto
| 23 luglio 2023 Ergo Arena, Danzica Durata: 1h:43 - Spettatori: 6 996 | Giappone | 3 - 2 | Italia | 25-18, 25-23, 17-25, 17-25, 15-9 |

#### Finale
| 23 luglio 2023 Ergo Arena, Danzica Durata: 1h:46 - Spettatori: 10 621 | Polonia | 3 - 1 | Stati Uniti | 25-23, 24-26, 25-18, 25-18 |

## Classifica finale
| Pos     | Squadra     | Rosa |
| ------- | ----------- | --- |
| Oro     | Polonia     | Formazione: 2 Szymański, 3 Popiwczak, 5 Kaczmarek, 6 Kurek, 7 Kłos, 9 León, 10 Bednorz, 11 Śliwka, 12 Łomacz, 13 Adamczyk, 15 Kochanowski, 16 Semeniuk, 17 Zatorski, 19 Janusz, 20 Bieniek, 21 Fornal, 22 Urbanowicz, 23 Butryn, 24 Szymura, 25 Szalpuk, 29 Dulski, 30 Bołądź, 41 Hawryluk, 55 Sawicki, 72 Poręba, 96 Firlej, 99 Huber, CT: Grbić |
| Argento | Stati Uniti | Formazione: 1 Anderson, 2 A. Russell, 4 Jendryk, 5 Ensing, 8 DeFalco, 9 Hanes, 10 Dagostino, 11 Christenson, 12 Holt, 14 Maʻa, 15 K. Russell, 16 Tuaniga, 17 Jaeschke, 18 Muagututia, 19 Averill, 20 Smith, 22 Shoji, 23 Kessel, CT: Speraw |
| Bronzo  | Giappone    | Formazione: 1 Nishida, 2 Onodera, 3 Fukatsu, 4 Miyaura, 5 Ōtsuka, 6 Yamauchi, 8 Sekita, 10 K. Takahashi, 11 Tomita, 12 R. Takahashi, 13 Ogawa, 14 Ishikawa, 18 Nishiyama, 20 Yamamoto, 21 Eiro, 28 Ebadedan-Dan, 30 Kai, CT: Blain |
| 4       | Italia      | Formazione: 2 Porro, 3 Falaschi, 5 Michieletto, 6 Giannelli, 7 Balaso, 8 Sbertoli, 9 Recine, 10 Scanferla, 11 Gardini, 12 Bottolo, 13 Cortesia, 14 Galassi, 15 Lavia, 16 Romanò, 17 Anzani, 18 Gironi, 19 Russo, 20 Rinaldi, 21 Piccinelli, 25 Vitelli, 26 Federici, 27 Caneschi, 28 Sanguinetti, 29 Magalini, 30 Mosca, 31 Sala, CT: De Giorgi   |
| 5       | Argentina   | Formazione: 1 Sánchez, 3 Martínez, 4 Gallego, 7 Palonsky, 8 Loser, 9 Danani, 10 Zelayeta, 11 Armoa, 12 Lima, 15 De Cecco, 16 Kukartsev, 17 Vicentín, 18 Ramos, 22 Zerba, 77 Giraudo, CT: Méndez |
| 6       | Brasile     | Formazione: 1 de Rezende, 4 Pinto, 6 Cavalcante, 7 Neto, 8 Honorato, 9 Leal, 13 Vaccari, 14 Kreling, 15 Nascimento, 16 Saatkamp, 17 Hoss, 18 Lucarelli, 19 Roque, 20 Bento, 21 de Souza, 23 Gualberto, 27 do Nascimento, 30 da Cunha, CT: Dal Zotto                                                                                               |
| 7       | Slovenia    | Formazione: 2 Pajenk, 3 Planinšič, 4 Kozamernik, 5 Kök, 6 Toman, 8 Bračko, 10 Štalekar, 11 Koncilja, 13 Kovačič, 14 Štern, 16 Ropret, 17 Urnaut, 18 Čebulj, 19 Možič, 20 Mujanović, CT: Crețu |
| 8       | Francia     | Formazione: 1 Chinenyeze, 2 Grebennikov, 3 Corre, 4 Patry, 5 Motta Paes, 6 Toniutti, 7 Tillie, 11 Brizard, 12 Boyer, 14 Le Goff, 15 Henry, 16 Bultor, 17 Clévenot, 18 Pothron, 19 Louati, 20 Diez, 21 Faure, 22 Bašić, 23 Carle, 25 Jouffroy, 26 Henno, 28 Loubeyre, 29 Roehrig, 30 Huetz, CT: Giani                                              |
| 9       | Serbia      | Formazione: 2 Kovačević, 3 Kapur, 4 V. Mašulović, 5 Katić, 7 Krsmanović, 8 Ivović, 10 Kujundžić, 11 Batak, 12 Perić, 13 Gajović, 15 N. Mašulović, 16 Luburić, 17 Krsteski, 18 Podraščanin, 19 Petrović, 21 Todorović, 23 Vučićević, 29 Nedeljković, CT: Kolaković                                                                                 |
| 10      | Paesi Bassi | Formazione: 1 Korenblek, 2 Keemink, 3 van Garderen, 4 ter Horst, 5 van der Ent, 6 Meijs, 7 Jorna, 8 Plak, 12 Tuinstra, 14 Abdel-Aziz, 16 ter Maat, 17 Parkinson, 18 Andringa, 20 Bak, 22 Wiltenburg, 25 Wijkstra, 30 Lipke, CT: Piazza |
| 11      | Germania    | Formazione: 1 Fromm, 2 Tille, 3 Kaliberda, 5 Reichert, 6 Graven, 11 Kampa, 12 Brehme, 13 Schott, 17 Zimmermann, 18 Krage, 19 Röhrs, 20 Weber, 21 Krick, 22 Brand, 25 Maase, 31 Böhme, 45 Günthör, CT: Winiarski |
| 12      | Canada      | Formazione: 1 Eshenko, 2 Herr, 4 Hoag, 5 Hofer, 6 Demyanenko, 7 Maar, 8 Walsh, 9 Blankenau, 10 Sclater, 12 Van Berkel, 13 Cooper, 14 Szwarc, 16 Schnitzer, 18 Lui, 97 Currie, 99 Elser, CT: Sammelvuo |
| 13      | Cuba        | Formazione: 1 Massó, 2 Melgarejo, 5 Concepción, 6 Thondike, 7 García, 10 M. Gutiérrez, 11 Taboada, 12 Herrera, 14 Goide, 18 López, 19 Pedroso, 22 J. Gutiérrez, 23 Yant, 24 Gourguet, CT: Vives |
| 14      | Iran        | Formazione: 1 Jelveh, 6 Mousavi, 8 Hazratpour, 9 Moazzen, 10 Esmaeilnezhad, 12 Esfandiar, 13 Ramezani, 14 Manavinezhad, 16 Hajipour, 17 M. Salehi, 18 Vadi, 19 Khanzadeh, 20 Homayounfarmanesh, 21 A. Salehi, 22 Afshin Far, 23 Saadat, 24 Karimisouchelmaei, 27 Valizadeh, 49 Sharifi, 77 Daneshdoust, CT: Ataei                                 |
| 15      | Bulgaria    | Formazione: 1 G. Bratoev, 3 Kolev, 4 Atanasov, 5 Gocev, 8 Asparuhov, 9 Seganov, 10 Karjagin, 11 Grozdanov, 12 Dimitrov, 13 Salparov, 14 Bozhilov, 15 Raev, 17 Penčev, 18 Ivanov, 20 V. Bratoev, 21 Dobrev, 23 Nikolov, 24 Petkov, CT: Konstantinov                                                                                                |
| 16      | Cina        | Formazione: 1 Wang D.c., 2 Jiang, 3 Wang H.b., 5 Yang, 6 Yu Y.t., 8 Guo, 9 Li, 10 Liu, 11 Chen J.j., 14 Zhai, 15 Peng, 16 Qu, 18 Chen L.y., 19 Zhang G.h., 20 Rao, 22 Zhang J.y., 23 Wang B., CT: Wu |

|  | Retrocessa in Volleyball Challenger Cup 2023 |

## Premi individuali
| Premio                | Nome              | Squadra     |
| --------------------- | ----------------- | ----------- |
| MVP                   | Paweł Zatorski    | Polonia     |
| Miglior palleggiatore | Micah Christenson | Stati Uniti |
| Miglior opposto       | Łukasz Kaczmarek  | Polonia     |
| Miglior schiacciatore | Aleksander Śliwka | Polonia     |
| Miglior schiacciatore | Yūki Ishikawa     | Giappone    |
| Miglior centrale      | Jakub Kochanowski | Polonia     |
| Miglior centrale      | David Smith       | Stati Uniti |
| Miglior libero        | Paweł Zatorski    | Polonia     |
| Fair play award       | -                 | Stati Uniti |

## Statistiche
| Rendimento individuale | Rendimento individuale | Rendimento individuale | Rendimento individuale |
| Pos.                   | Nome                   | Punti                  | Squadra                |
| ---------------------- | ---------------------- | ---------------------- | ---------------------- |
| 1                      | Yūki Ishikawa          | 275                    | Giappone               |
| 2                      | Yuri Romanò            | 223                    | Italia                 |
| 3                      | Nimir Abdel-Aziz       | 217                    | Paesi Bassi            |
| 4                      | Jesús Herrera          | 212                    | Cuba                   |
| 5                      | Zhang Jingyin          | 201                    | Cina                   |
| 6                      | Ran Takahashi          | 198                    | Giappone               |
| 7                      | Dražen Luburić         | 192                    | Serbia                 |
| 8                      | Tine Urnaut            | 186                    | Slovenia               |
| 9                      | Ricardo Lucarelli      | 185                    | Brasile                |
| 10                     | Luciano Palonsky       | 183                    | Argentina              |

| Attacchi vincenti | Attacchi vincenti | Attacchi vincenti | Attacchi vincenti |
| Pos.              | Nome              | Punti             | Squadra           |
| ----------------- | ----------------- | ----------------- | ----------------- |
| 1                 | Yūki Ishikawa     | 237               | Giappone          |
| 2                 | Yuri Romanò       | 185               | Italia            |
| 3                 | Nimir Abdel-Aziz  | 184               | Paesi Bassi       |
| 4                 | Jesús Herrera     | 180               | Cuba              |
| 5                 | Ran Takahashi     | 173               | Giappone          |
| 6                 | Dražen Luburić    | 172               | Serbia            |
| 7                 | Tine Urnaut       | 164               | Slovenia          |
| 8                 | Zhang Jingyin     | 162               | Cina              |
| 8                 | Alan de Souza     | 162               | Brasile           |
| 10                | Ricardo Lucarelli | 154               | Brasile           |

| Muri vincenti | Muri vincenti          | Muri vincenti | Muri vincenti |
| Pos.          | Nome                   | Punti         | Squadra       |
| ------------- | ---------------------- | ------------- | ------------- |
| 1             | Agustín Loser          | 53            | Argentina     |
| 2             | Mohammad Mousavi       | 35            | Iran          |
| 3             | Javier Concepción      | 29            | Cuba          |
| 3             | Petar Krsmanović       | 29            | Serbia        |
| 3             | Aleksandar Nedeljković | 29            | Serbia        |
| 6             | Fabian Plak            | 25            | Paesi Bassi   |
| 7             | Jan Kozamernik         | 24            | Slovenia      |
| 7             | Roberto Russo          | 24            | Italia        |
| 9             | Aleks Grozdanov        | 23            | Bulgaria      |
| 10            | Zhang Jingyin          | 22            | Cina          |
| 10            | David Smith            | 22            | Stati Uniti   |
| 10            | Flávio Gualberto       | 22            | Brasile       |
| 10            | Gianluca Galassi       | 22            | Italia        |

| Battute vincenti | Battute vincenti   | Battute vincenti | Battute vincenti |
| Pos.             | Nome               | Punti            | Squadra          |
| ---------------- | ------------------ | ---------------- | ---------------- |
| 1                | Nimir Abdel-Aziz   | 25               | Paesi Bassi      |
| 2                | Yuri Romanò        | 22               | Italia           |
| 3                | Yūki Ishikawa      | 21               | Giappone         |
| 3                | Jesús Herrera      | 21               | Cuba             |
| 5                | Luciano Palonsky   | 19               | Argentina        |
| 5                | Ricardo Lucarelli  | 19               | Brasile          |
| 7                | Tine Urnaut        | 18               | Slovenia         |
| 8                | Zhang Jingyin      | 17               | Cina             |
| 8                | Matthew Anderson   | 17               | Stati Uniti      |
| 10               | Miguel Ángel López | 16               | Cuba             |
| 10               | Miran Kujundžić    | 16               | Serbia           |
| 10               | Torey DeFalco      | 16               | Stati Uniti      |